# Stångören, Åland
Stångören är en ö i Åland (Finland). Den ligger i Skärgårdshavet och i kommunen Kumlinge i landskapet Åland, i den sydvästra delen av landet. Ön ligger omkring 50 kilometer nordöst om Mariehamn och omkring 240 kilometer väster om Helsingfors.
Öns area är 5,5 hektar och dess största längd är 420 meter i sydväst-nordöstlig riktning. Ön höjer sig omkring 10 meter över havsytan.